# Abdelmoumene Djabou
Abdelmoumene Djabou (arab. عبد المؤمن جابو, ʿAbd al-Muʾmin Jābū; ur. 31 stycznia 1987 w Satif) – algierski piłkarz występujący na pozycji pomocnika w ES Sétif oraz w reprezentacji Algierii. Znalazł się w kadrze na Mistrzostwa Świata 2014.